# Kigali Arena
Kigali Arena – hala widowiskowo-sportowa w Kigali, stolicy Rwandy. Została otwarta 9 sierpnia 2019 roku. Może pomieścić 10 000 widzów.
Budowa największej hali widowiskowo-sportowej w Rwandzie i całej wschodniej Afryce rozpoczęła się na początku 2019 roku i trwała sześć miesięcy. Projekt areny przygotowało tureckie biuro architektoniczne Yazgan Design Architecture, a wykonawcą obiektu było tureckie przedsiębiorstwo budowlane Summa. Hala powstała tuż obok największego stadionu w kraju, Stade Amahoro. Uroczyste otwarcie areny, z udziałem prezydenta Rwandy, Paula Kagame, miało miejsce 9 sierpnia 2019 roku. Obiekt może pomieścić 10 000 widzów i przystosowany jest do organizacji wydarzeń sportowych w wielu dyscyplinach, jak również imprez pozasportowych, np. kongresów czy koncertów.
Hala otrzymała organizację turnieju „final four” premierowej edycji klubowych rozgrywek koszykarskich Basketball Africa League, zaplanowanej na 2020 rok. Z powodu pandemii COVID-19 rozgrywki przełożono na maj 2021 roku i w całości rozegrano je na Kigali Arena. W 2021 roku obiekt gościł również mistrzostwa Afryki w koszykówce oraz mistrzostwa Afryki w siatkówce.